# E cominciò il viaggio nella vertigine
Pour plus de détails, voir Fiche technique et Distribution.
E cominciò il viaggio nella vertigine est un film biographique italien réalisé par Toni De Gregorio (it) et sorti en 1974.
Il est adapté de l'autobiographie d'Evguénia Guinzbourg, Le Vertige, écrit et publié clandestinement de 1959 à 1967.

## Synopsis
Pendant le règne de Staline en 1937, Tatiana Ivanovna Zilienina, professeur de littérature, est internée pendant dix ans à travailler dans un camp de travail forcé de Sibérie. Ayant tout perdu et ne souhaitant plus vivre, elle va faire la rencontre du docteur du camp. Cette rencontre va peu à peu la ramener à la vie.

## Fiche technique
- Titre original italien : E cominciò il viaggio nella vertigine[1]
- Réalisateur : Toni De Gregorio (it)
- Scénario : Toni De Gregorio (it)
- Photographie : Mario Vulpiani
- Montage : Toni De Gregorio (it)
- Musique : Egisto Macchi (it)
- Effets spéciaux : Adriano Pischiutta
- Décors et costumes : Giorgio Luppi, Fiamma Bedendo, Stefano Provinciali
- Maquillage : Francesco Freda
- Sociétés de production : Cineproposta
- Société de distribution : Ital Noleggio Cinematografico
- Pays de production :  Italie
- Langue originale : italien
- Format : Couleur - 2,35:1 - Son mono - 35 mm
- Durée : 101 minutes
- Genre : film biographique
- Dates de sortie :
  - Italie : 27 octobre 1974 (Milan)

## Distribution
- Ingrid Thulin : Tatiana Ivanovna Zilienina
- Gastone Moschin : Beilin
- Sergio Fantoni : Andrej
- Franca Nuti : Polia
- Milena Vukotic : Lima
- Jacques Sernas : un officier
- Giampiero Albertini : l'officier dans le train
- Anna Bonasso : Fisa
- Bruno Corazzari : un officier de police
- Toni Barpi : Satrapungolo
- Piero Vida : Professeur Nikeli Vaks
- Lorenzo Piani : Le troisième officier
- Elena Magoia Pitoskaja
- Renato Mori : Lepa
- Cyrille Spiga : Vevers
- Vittorio Fanfoni : L'éditeur
- Valeria Sabel : Zinaida
- Marzia Ubaldi : Tamara
- Stefania Corsini : Musia
- Renato Scarpa : un officier
- Nazzareno Natale : Vanja
- Maria Grazia Bon : Anja
- Gioacchino Soko : Kogan
- Carla Mancini : Le surveillant adjoint
- Jacopo Mariani : un enfant
- Vinni Riva : Advotia
- Laura De Marchi : Yulia
- Antonio Bertorelli : Biktasev
- Renata Zamengo : Lena
- Michel Piccoli